# Campeonato Brasileiro de Jiu-Jitsu No-Gi
Campeonato Brasileiro de Jiu-Jitsu Sem Kimono é um torneio de jiu-jitsu brasileiro (BJJ) sem kimono, realizado anualmente pela CBJJ desde 2009 na cidade do Rio de Janeiro, Brasil.

## Campeões masculinos
| Ano  | Sede   | 51,5 kg Galo                 | 56,5 kg Pluma              | 61,5 kg Pena                   | 66,5 kg Leve                     | 71,5 kg Médio                  | 76,5 kg Meio-Pesado       | 81,5 kg Pesado            | 86,5 kg Super-Pesado               | +86,5 kg Ultra-Pesado                   | Absoluto                           |
| ---- | ------ | ---------------------------- | -------------------------- | ------------------------------ | -------------------------------- | ------------------------------ | ------------------------- | ------------------------- | ---------------------------------- | --------------------------------------- | ---------------------------------- |
| 2009 | Brasil |                              | Bruno Malfacine (1/1)      | Raoni Barcelos (1/1)           | Michael Langhi (1/1)             | Tiago Alves (1/2)              | Felipe Silva (1/2)        | Bernardo Faria (1/1)      | Fabricio Do Couto (1/1)            | Igor Silva (1/1)                        | Murilo Santana (1/2)               |
| 2010 | Brasil |                              | Rufino Neto (1/1)          | Leonardo Silva (1/1)           | Davi Ramos (1/1)                 | Tiago Alves (2/2)              | Kleber Buiú (1/3)         | Rafael Costa (1/1)        | Antonio Peinado (1/1)              | Luiz Theodoro (1/1)                     | Victor Costa (1/1)                 |
| 2011 | Brasil | Marcus Oliveira (1/1)        | Thiago Teixeira (1/1)      | Herbert Burns (1/2)            | Leandro Lo (1/3)                 | Murilo Santana (2/2)           | Kleber Buiú (2/3)         | Mauro Celso (1/2)         | Frederico Zaganelli (1/1)          | Bruno Bastos (1/1)                      | Kleber Buiú (3/3)                  |
| 2012 | Brasil | Raul Gomes (1/4)             | Douglas Rufino (1/2)       | Herbert Burns(2/2)             | Leandro Lo (2/3)                 | Vinícius Marinho (1/2)         | Alberto Oliveira (1/1)    | Leonardo Maciel (1/1)     | Mauro Celso (2/2)                  | Bruno Soares (1/1)                      | Leandro Lo (3/3)                   |
| 2013 | Brasil | Raul Gomes (2/4)             | Douglas Rufino (2/2)       | José Barros (1/3)              | AJ Agazarm(1/1)                  | Vinícius Marinho (2/2)         | Claudio Cardoso (1/2)     | Luiz Panza (1/2)          | Salomão Ribeiro (1/1)              | Gabriel Lyrio Lucas (1/1)               | Luiz Panza (2/2)                   |
| 2014 | Brasil | Raul Gomes (3/4)             | Paulo Melo (1/1)           | Rafael do Nascimento (1/1)     | Marcio Barbosa Jr (1/1)          | Jacob Mackenzie (1/1)          | Charles Negromonte (1/1)  | Marcus dos Santos (1/1)   | Cristiano Lazzarini (1/2)          | Cássio da Silva (1/2)                   | Cristiano Lazzarini (2/2)          |
| 2015 | Brasil | Leandro Escobar (1/1)        | Philipe de Oliveira (1/1)  | José Barros (2/3)              | Thiago Gaia (1/1)                | Felipe Silva (2/2)             | Patrick Gaudio (1/1)      | Diogo Araujo (1/1)        | Cássio da Silva (2/2)              | Otavio Serafim (1/1)                    | Dimitrius Souza (1/3)              |
| 2016 | Brasil | Raul Gomes (4/4)             | Hiago Silva (1/2)          | Isaque Paiva (1/1)             | Kim Terra (1/1)                  | Edson de Oliveira (1/1)        | Claudio Cardoso (2/2)     | Dimitrius Souza (2/3)     | Max Gimenis (1/1)                  | Antonio e Padua (1/1)                   | Dimitrius Souza (3/3)              |
| 2017 | Brasil | Juan da Silva (1/1)          | Hiago Silva (2/2)          | José Barros (3/3)              | Thiago Abreu (1/2)               | Matheus Barros (1/1)           | Gabriel de Lima (1/1)     | Henrique Russi (1/1)      | Fernando Andrade dos Reis (1/1)    | Ricardo Evangelista (1/1)               | Kitner Mendonça (1/1)              |
| 2018 | Brasil | Cleber Fernandes (1/1)       | Alexandre Vieira (1/1)     | Thiago Abreu (2/2)             | Hugo Marques (1/2)               | Pedro Souza (1/1)              | Thiago Fortes Silva (1/1) | Vinicius Gazola (1/1)     | Antonio Neto (1/1)                 | Hugo Marques (2/2)                      |                                    |
| 2019 | Brasil | Cícero Livio (1/1)           | Joao Miyao (1/1)           | Alexsandro Sodré (1/1)         | Ygor Rodrigues (1/1)             | Marco Aurelio (1/1)            | Pedro Rocha (1/1)         | Rômulo Azevedo (1/1)      | Marcelo Gomide (1/1)               | Hugo Cunha (1/1)                        | Rafael Paganini (1/1)              |
| 2022 | Brasil | Oziel Santos de Carvalho     | Lucas dos Santos Pinheiro  | Meyram Maquiné Alves           | Natan Chueng Freitas             | Ygor dos Santos Rodrigues      | Jansen Gomes Ramos        | Fernando Andrade dos Reis | João Gabriel de Souza Rangel       | Antonio de Padua Assef Nunes Nascimento | José Henrique Cardoso              |
| 2023 | Brasil | Shay Ananda Montague         | Felipe Dexheimer Machado   | Ismael Dos Santos Lima         | Ruan Tiago Alvarenga             | Ygor dos Santos Rodrigues      | Rafael Lopes Paganini     | Charles Negromonte Santos | Davi Silva Souza                   | Antonio de Padua Assef Nunes Nascimento | Daniel Ribeiro da Conceição        |
| 2024 | Brasil | Christopher Duyquan Tran     | Leonardo Martins de Souza  | José Julián Espinosa Flores    | Yigit Hanay                      | Alexandre Joaquim de Jesus     | Rafael Lopes Paganini     | Gabriel Viebrantz Brod    | Patrick Pontes Moura Santos Gaudio | Antonio de Padua Assef Nunes Nascimento | Patrick Pontes Moura Santos Gaudio |
| 2025 | Brasil | Weslei Kellisson Silva Costa | Kennedy Guilherme da Silva | Kauã Gabriel de Araujo Barbosa | Yonathan Ernesto Cárdenas Macias | Arley Pacheco Damaceno Brandão | Rafael Lopes Paganini     | David Salem Garmo         | Rafael Lovato Júnior               | Anderson Kauan Gomes Marinho            | Rafael Souza Trabuco               |

## Campeãs femininas
| Ano  | Sede   | -46,5 kg Galo         | -51,5 kg Pluma                 | -56,5 kg Pena                  | -61,5 kg Leve                   | -66,5 kg Médio               | -71,5 kg Meio-Pesado       | -76,5 kg Pesado               | +76,5 kg Super-Pesado               | Absoluto                       |
| ---- | ------ | --------------------- | ------------------------------ | ------------------------------ | ------------------------------- | ---------------------------- | -------------------------- | ----------------------------- | ----------------------------------- | ------------------------------ |
| 2009 | Brasil |                       | Elizangela Meireles (1/2)      | Hellen Teixeira (1/1)          | Beatriz Mesquita (1/7)          | Rosalind Ferreira (1/3)      | Talita Nogueira (1/7)      | Luciana Pinto (1/1)           |                                     | Talita Nogueira (2/7)          |
| 2010 | Brasil |                       | Bruna Nascimento (1/2)         |                                | Marina Ribeiro (1/1)            | Rosalind Ferreira (2/3)      | Luiza Monteiro (1/2)       | Karla Hipolito (1/1)          |                                     | Michelle Tavares (1/2)         |
| 2011 | Brasil |                       | Bruna Nascimento (2/2)         | Michelle Tavares (2/2)         | Beatriz Mesquita (2/7)          | Rosalind Ferreira (3/3)      | Luiza Monteiro (2/2)       | Luzia Carmem (1/1)            |                                     | Beatriz Mesquita (3/7)         |
| 2012 | Brasil |                       |                                | Elizangela Meireles (2/2)      |                                 |                              | Maria Teixeira (1/1)       | Talita Nogueira (3/7)         |                                     | Talita Nogueira (4/7)          |
| 2013 | Brasil |                       |                                |                                |                                 |                              |                            | Talita Nogueira (5/7)         |                                     | Talita Nogueira (6/7)          |
| 2014 | Brasil |                       |                                | Marília da Conceição (1/2)     |                                 | Beatriz Mesquita (4/7)       |                            |                               | Talita Nogueira (7/7)               | Beatriz Mesquita (5/7)         |
| 2015 | Brasil |                       |                                |                                | Marília da Conceição (2/2)      | Glaucia Libano (1/1)         |                            | Andresa Correa (1/2)          |                                     | Andresa Correa (2/2)           |
| 2016 | Brasil |                       |                                |                                |                                 | Beatriz Mesquita (6/7)       |                            |                               |                                     | Beatriz Mesquita (7/7)         |
| 2017 | Brasil |                       |                                |                                | Juliana Simoes (1/1)            | Ana Maria Soares (1/1)       |                            | Carina Santi (1/4)            |                                     | Carina Santi (2/4)             |
| 2018 | Brasil |                       |                                | Mayssa Bastos (1/1)            |                                 |                              |                            | Carina Santi (3/4)            |                                     | Carina Santi (4/4)             |
| 2019 | Brasil |                       |                                |                                | Gabriela Meireles Fechter       |                              | Julia Boscher Seixas Pinto |                               | Claudia Fernanda Onofre Valim Doval | Julia Boscher Seixas Pinto     |
| 2022 | Brasil |                       |                                | Gabriela Meireles Fechter      | Vitoria Carollina Araujo Vieira | Hannette Quadros Staack      | Julia Boscher Seixas Pinto | Graciele Del Fava de Carvalho | Fernanda Mazzelli Almeida Maio      | Fernanda Mazzelli Almeida Maio |
| 2023 | Brasil |                       | Jessica Caroline Coelho Dantas | Vitória Damiana Silva de Assis | Maynne Freitas Correa           | Julia Boscher Seixas Pinto   |                            | Aurélie LE Vern               | Mikaela Barros de Lima              | Aurélie LE Vern                |
| 2024 | Brasil | Thaís Loureiro Felipe | Jessica Caroline Coelho Dantas | Evellyn Monte de Azevedo       | Vitoria Carolina Araujo Vieira  | Jamile Nunes de Lima         | Giovanna Xavier Carneiro   | Cleidiane Ferreira            | Roberta Pessoa Vieira Ribeiro       | Mikaela Barros de Lima         |
| 2025 | Brasil | Thaís Loureiro Felipe | Barbara Souza da Silva         | Evellyn Monte de Azevedo       | Maria Cláudia Almeida Silva     | Amanda Pamela Nicole Schurtz | Ana Beatriz Santos Silva   | Thayene Faria de Lira         | Gabi Pessanha                       | Gabi Pessanha                  |